# Nordlig husmygga
Culex torrentium är en tvåvingeart som beskrevs av Matrini 1925. Culex torrentium ingår i släktet Culex och familjen stickmyggor. Arten är reproducerande i Sverige. Inga underarter finns listade i Catalogue of Life.